# Haßfurter Maintal
Als Haßfurter Maintal wird die naturräumliche Haupteinheit 137.2 innerhalb des Steigerwaldvorlandes (Über-Haupteinheit 137) der Mainfränkischen Platten (Haupteinheitengruppe 13) bezeichnet. Es handelt sich um einen etwa vier Kilometer breiten Abschnitt des (Ober-)Maintals zwischen den Anstiegen zu den Haßbergen (116) im Osten und dem Schweinfurter Becken (136) am Maindreieck im Westen. Die beiden naturräumlichen Einheiten des Haßfurter Maintals unterscheiden sich vor allem durch ihre Erstreckung in der Breite. Im westlichen Obertheres-Schonunger Maintal (137.21) wirkt das Hesselbacher Waldland (139) von Norden her auf die Ausdehnung des Maintals. Im Süden wird das kleinteilige Areal von den flächenmäßig wesentlich größeren Gebieten des Iphofen-Gerolzhofener Steigerwaldvorland (137.1) begrenzt. Die beiden nördlichsten Naturräume Herlheimer Mulde (137.14) und Donnersdorfer Steigerwaldvorland (137.15) liegen dem Haßfurter Maintal am nächsten.

## Naturräumliche Gliederung
- (zu 137 Steigerwaldvorland)
  - 137.2 Haßfurter Maintal
    - 137.20 Augsfelder Maintal
    - 137.21 Oberthereser Maintal (Obertheres-Schonunger Maintal[2])[3]